# Thermostat intelligent

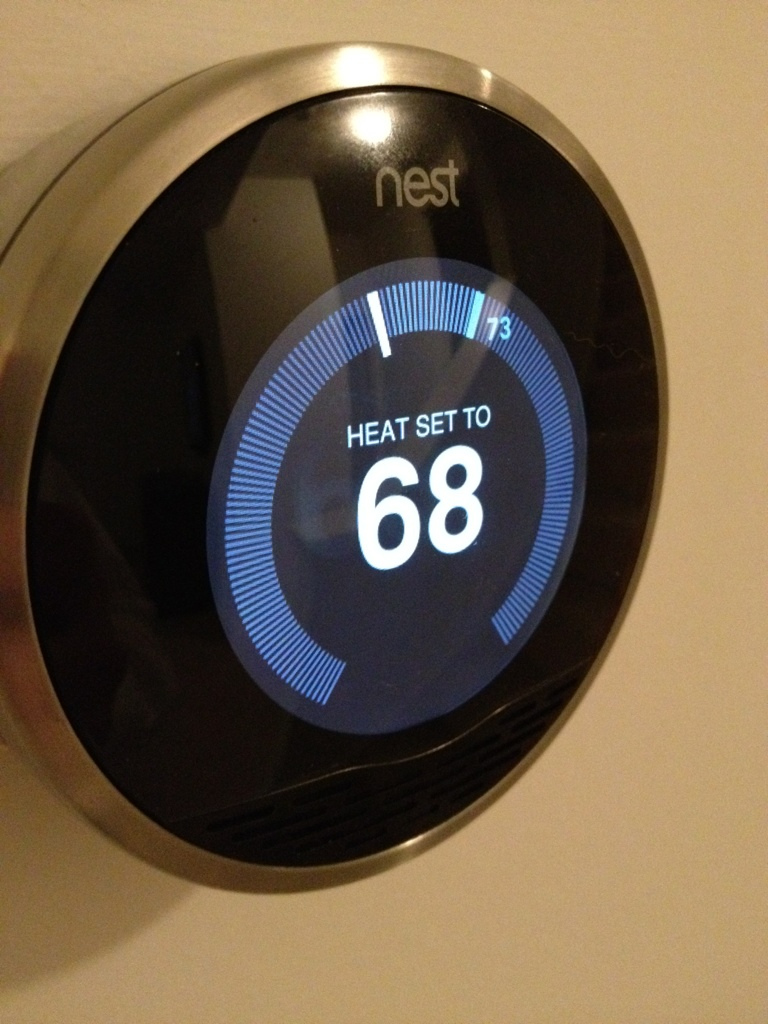
Un thermostat Nest Labs

Un thermostat intelligent (aussi appelé thermostat connecté ; en anglais, smart thermostat) est un thermostat utilisé en domotique pour contrôler le chauffage, la ventilation et la climatisation d'une maison. Il remplit des fonctions similaires à celle d'un thermostat programmable, car il permet à l'utilisateur de contrôler la température de sa maison tout au long de la journée à l'aide d'un programme, mais ils contiennent également des caractéristiques supplémentaires, telles que des capteurs et une connectivité Wi-Fi,, qui lui procurent des capacités que les thermostats programmables n'ont pas.
Grâce à sa connexion à Internet, un thermostat intelligent permet à son utilisateur de régler les paramètres de chauffage à partir d'autres appareils connectés à Internet, tels qu'un ordinateur ou un téléphone intelligent. Cela permet à l'utilisateur de contrôler le thermostat à distance. Cette facilité d'utilisation est essentielle pour garantir des économies d'énergie : des études ont montré que les ménages équipés de thermostats programmables ont en fait une consommation d'énergie plus élevée que ceux qui ont des thermostats simples parce que les résidents les programment mal ou les désactivent complètement,.
Un thermostat intelligent enregistre également les températures internes et externes, la durée de fonctionnement du système de chauffage, ventilation et climatisation et peut même vous avertir si votre filtre à air doit être remplacé. Ces informations sont généralement affichées sur un appareil connecté à Internet.
Le marché des thermostats intelligents devrait atteindre 3,5 milliards de dollars américains d'ici la fin de l'année 2022.

## Thermostats manuels, programmables ou intelligents

### Thermostats manuels

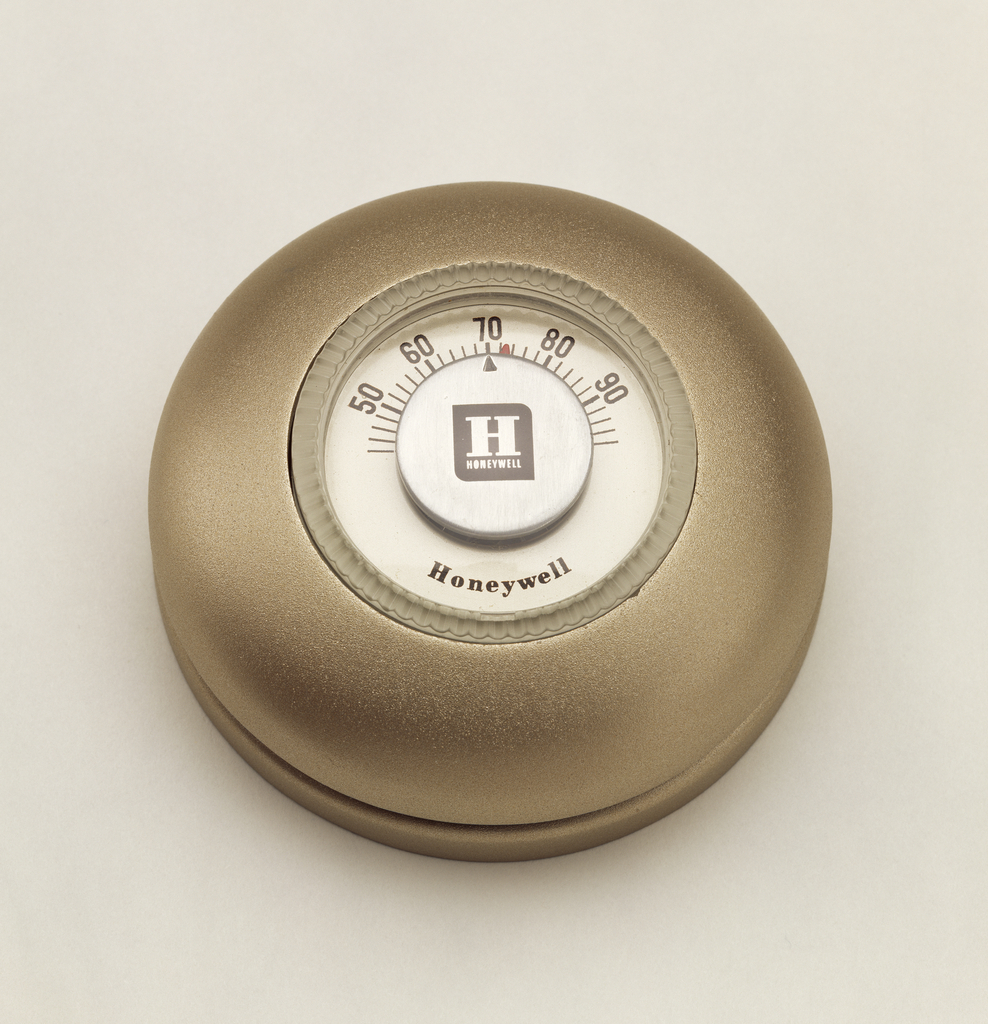
Un thermostat manuel Honeywell

Les thermostats manuels (également appelés thermostats analogiques) sont les plus anciens et les plus simples. Ces thermostats sont réglés sur une température qui ne change pas tant que l'utilisateur ne la modifie pas manuellement.

### Thermostats programmables
Les thermostats programmables, introduits il y a plus de 100 ans, permettent à l'utilisateur de programmer différentes températures pour différents moments de la journée ou de la semaine. La plupart des thermostats programmables sont dotés d'une fonction qui suspend la programmation et transforme le thermostat en thermostat manuel. L'objectif de la fonction de programmation est de permettre à l' utilisateur de fixer une température moins élevée lorsque la maison est inoccupée pour économiser de l'énergie et de l'argent. En raison de cette possibilité d'économie d'énergie, certains codes du bâtiment et programmes gouvernementaux exigent l'installation de thermostats programmables dans les nouvelles habitations. Malheureusement, en raison d'erreurs humaines dans l'utilisation de ces dispositifs, de nombreux thermostats programmables entraînent une consommation d'énergie supérieure à celle d'un thermostat manuel.

#### Problèmes liés aux thermostats programmables
L'un des principaux objectifs des thermostats intelligents est de réduire les problèmes liés à l'utilisation des thermostats programmables. Afin de comprendre comment les thermostats intelligents s'acquittent de cette tâche, il est important de comprendre les problèmes liés aux thermostats programmables et la manière dont ils affectent la consommation d'énergie. Entre 2008-2009, Florida Power & Light a fourni des thermostats programmables à 400 propriétaires de maisons et a surveillé leurs habitudes de chauffage et de climatisation. Sur les 400 participants, 56 % ont utilisé la fonction de programmation, tandis que les autres participants n'ont pas programmé le thermostat. Les utilisateurs de la fonction de programmation ont en fait consommé 12 % d'énergie de plus que les non-programmeurs. Cette augmentation de la consommation est due à des cycles de fonctionnement plus longs pendant la nuit, associés à des points de consigne du thermostat plus bas (c'est-à-dire un réglage de température plus faible), en raison de la confusion avec le réglage de l'horaire. Cette étude révèle que les thermostats programmables ne permettent pas nécessairement d'économiser de l'énergie. Le thermostat intelligent tente de lutter contre ce problème en mettant l'utilisateur hors jeu et en s'appuyant sur des capteurs et des ordinateurs pour économiser l'énergie.
Une autre étude a aussi déterminé que le plus grand problème des thermostats programmables était l'utilisation par l'homme. La technologie à l'intérieur d'un thermostat programmable est sans doute l'un des facteurs les plus importants pour déterminer si le thermostat réussira ou non à économiser de l'énergie. Mais un facteur tout aussi important est l'être humain qui utilise le thermostat. Malheureusement, de nombreuses personnes qui possèdent des thermostats programmables ne savent pas comment les utiliser ou n'utilisent pas toutes les fonctions disponibles. Une étude basée sur un certain nombre d'entretiens, d'enquêtes et d'observations a déterminé que la grande majorité des propriétaires de thermostats programmables ne les utilisent pas aux fins pour lesquelles ils ont été conçus. Une enquête en ligne a montré que 89 % des personnes interrogées n'utilisent pas la fonction de programmation de leur thermostat programmable. D'autres résultats d'entretiens et d'enquêtes montrent qu'un grand nombre de personnes ont des idées fausses sur le chauffage, la climatisation et l'utilisation des thermostats programmables. L'une de ces idées fausses est qu'il est plus efficace de chauffer tout le temps que de programmer le chauffage pour qu'il s'éteigne et se rallume. Une autre idée fausse est que la réduction de la température du thermostat ne réduit pas sensiblement la consommation d'énergie. Ces idées fausses confirment l'idée que le thermostat programmable lui-même pourrait disposer de tous les outils nécessaires, mais que si l'utilisateur ne les utilise pas ou les utilise incorrectement, ces thermostats ne parviendront pas à économiser l'énergie.
À la suite de ces études et d'autres semblables, Energy Star, un programme 
de promotion des économies d'énergie utilisé aux États-Unis, au Canada, en Australie et dans l'Union européenne, a suspendu l'étiquetage des thermostats programmables en décembre 2009.
L'objectif des thermostats intelligents est de résoudre les problèmes liés aux thermostats programmables en retirant l'être humain de l'équation et en créant un thermostat qui utilise l'informatique intelligente pour réduire réellement la consommation et le coût de l'énergie,.

### Thermostats intelligents
Les thermostats intelligents sont similaires aux thermostats programmables en ce sens qu'ils disposent d'une fonction de programmation qui permet aux utilisateurs de régler différentes températures à différents moments de la journée. En plus de cette fonction, les thermostats intelligents mettent en œuvre d'autres technologies pour réduire le nombre d'erreurs humaines liées à l'utilisation des thermostats programmables.
Les thermostats intelligents intègrent l'utilisation de capteurs qui déterminent si le logement est occupé ou non et peuvent suspendre le chauffage ou la climatisation jusqu'au retour de l'occupant. En outre, les thermostats intelligents utilisent la connectivité Wi-Fi pour permettre à l'utilisateur d'accéder au thermostat à distance à tout moment. Avec ces technologies supplémentaires les thermostats intelligents permettent réellement aux utilisateurs d'économiser de l'énergie et de l'argent.

### Thermostats connectés
On utilise parfois le terme thermostat connecté pour désigner un thermostat qui peut communiquer avec son utilisateur au moyen d'une connexion Internet, mais qui ne fournit pas d'informations analytiques comme un thermostat intelligent. Ces thermostats communiquent avec le routeur d'une résidence au moyen d'une connexion Wi-Fi et permettent à l'utilisateur de lire la température à distance au moyen d'un ordinateur ou d'un téléphone intelligent. Ils permettent aussi à l'utilisateur d'augmenter ou de diminuer la température à distance au moyen des mêmes appareils.

## Histoire
Le développement du thermostat intelligent a commencé en 2007 avec la création du thermostat ecobee (en). Le fondateur d'ecobee, Stuart Lombard, voulait économiser de l'énergie et réduire l'empreinte carbone de sa famille. Après avoir réalisé que le chauffage et la climatisation constituaient la majeure partie de la consommation d'énergie de sa maison, Lombard a acheté un thermostat programmable pour tenter de réduire sa consommation d'énergie. Il a rapidement découvert que le thermostat programmable était difficile à utiliser et peu fiable. À la suite des difficultés rencontrées avec le thermostat programmable, il a entrepris de créer un thermostat intelligent qui économise l'énergie et est facile à utiliser. Par la suite, il a créé la société ecobee pour offrir aux utilisateurs un thermostat qui pourrait réellement économiser de l'énergie en réglant les problèmes liés aux thermostats programmables.
À la suite de l'ecobee, EnergyHub a développé sa version d'un thermostat intelligent en 2009 avec la création du EnergyHub Dashboard (tableau de bord EnergyHub). Le cofondateur d'EnergyHub, Seth Frader-Thompson, a eu l'idée du tableau de bord à partir de sa Prius. La Prius avait des écrans sur le tableau de bord qui affichaient en temps réel la consommation d'essence de la voiture. Thompson estimait qu'une maison devait avoir quelque chose de semblable. C'est dans ce but qu'il a créé un thermostat qui pouvait communiquer avec le système de chauffage et les appareils électroménagers d'une maison pour déterminer la consommation d'énergie, son efficacité et son coût. Le thermostat pouvait également éteindre des appareils ou augmenter ou diminuer la température pour économiser de l'énergie et de l'argent.
En 2011, Nest Labs a développé le Nest Learning Thermostat (en). Ce thermostat réduisait la consommation d'énergie domestique en s'attaquant aux problèmes des thermostats programmables par l'utilisation d'une meilleure technologie basée sur des capteurs, des algorithmes, de l'apprentissage automatique et de l'informatique en nuage. Ces technologies apprennent les comportements et les préférences des occupants, et ajustent la température à la hausse ou à la baisse afin de rendre l'occupant confortable lorsqu'il est chez lui et d'économiser l'énergie lorsqu'il est absent. En outre, le thermostat se connecte au réseau Wi-Fi de la maison. Cela permet aux utilisateurs de modifier la température, d'ajuster l'horaire et de vérifier la consommation d'énergie à partir d'un téléphone intelligent ou d'un ordinateur. Toutes ces fonctionnalités faisaient partie de l'objectif du Nest de créer un thermostat facile à utiliser qui permet aux utilisateurs d'économiser de l'énergie et de l'argent.
Ce n’est qu’en 2014 que l’entreprise canadienne Sinopé Technologies créera et commercialisera le premier thermostat connecté pour le contrôle du chauffage électrique, lequel est notamment le principal type de système de chauffage au Québec et à Terre-Neuve-et-Labrador, deux provinces canadiennes.

## Technologie

### Horaire programmable et horaire automatique
La fonction d'horaire programmable du thermostat intelligent est similaire à celle des thermostats programmables standards. Les utilisateurs ont la possibilité de programmer un horaire personnalisé afin de réduire la consommation d'énergie lorsqu'ils ne sont pas chez eux. Des études ont toutefois montré que la création manuelle d'un horaire peut entraîner une consommation d'énergie plus importante que le simple maintien du thermostat à une température donnée. Pour éviter ce problème, les thermostats intelligents sont également dotés d'une fonction d'horaire automatique. Cette fonction nécessite l'utilisation d'algorithmes et la reconnaissance des habitudes pour créer un programme qui assure le confort des occupants et des économies d'énergie. Une fois l'horaire créé, le thermostat surveille le comportement des occupants pour modifier et améliorer l'horaire. En éliminant l'erreur humaine de la programmation, les thermostats intelligents permettent réellement d'économiser de l'énergie.

### Capteur

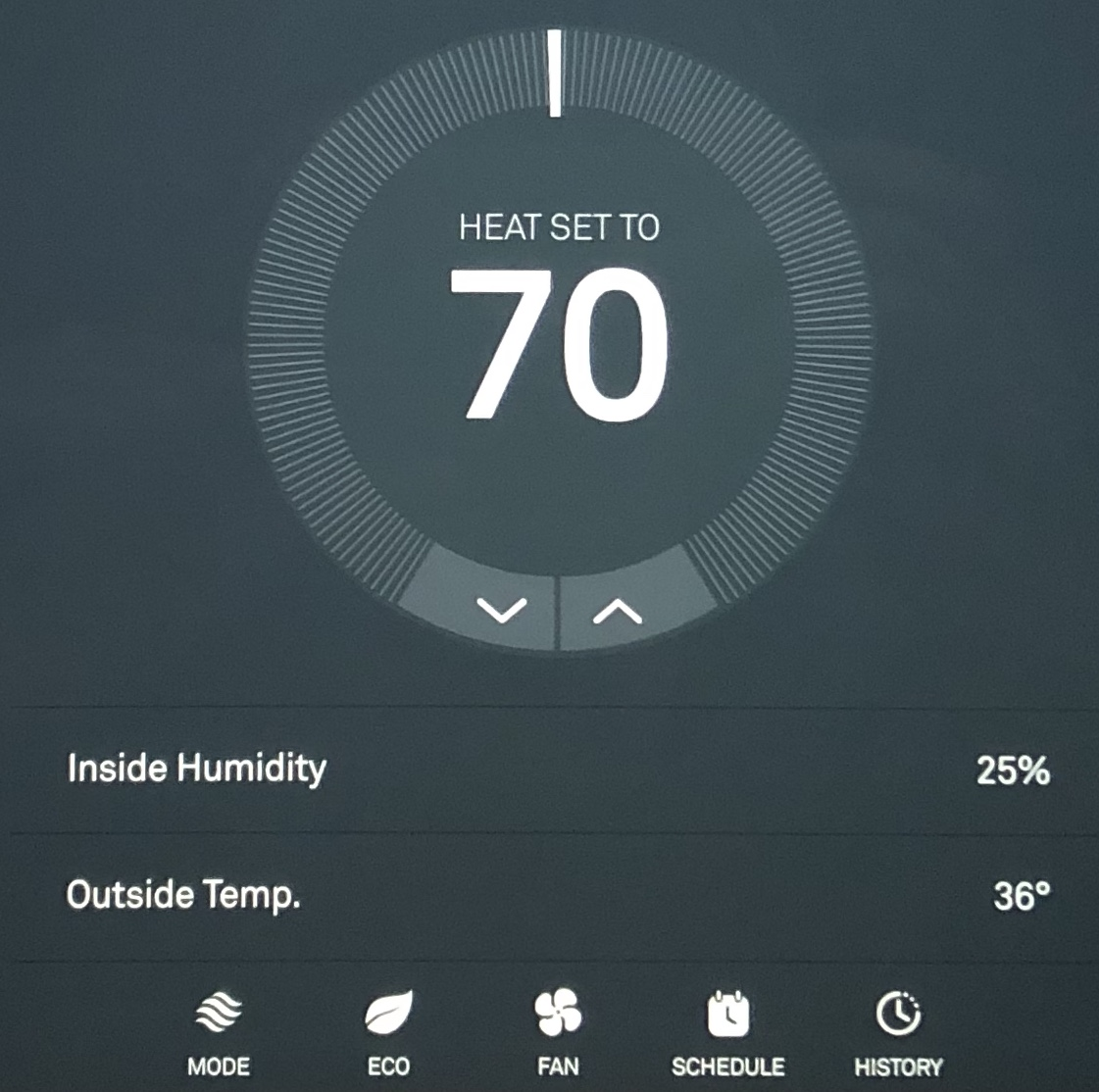
Le portail web du Nest permet aux utilisateurs de modifier la température à distance, de créer un calendrier et de consulter la consommation d'énergie passée.

Afin d'atténuer les problèmes d'erreur humaine liés aux thermostats programmables, le thermostat intelligent utilise un capteur qui détermine les habitudes d'occupation pour modifier automatiquement la température en fonction des habitudes et des comportements des occupants. Le Nest Learning Thermostat en particulier utilise des capteurs de mouvement à infrarouge passif (en) à l'intérieur de l'unité pour détecter l'occupation à proximité du thermostat. Ce capteur informe le thermostat si la maison est occupée ou non. Dans le cas où la maison n'est pas occupée, le thermostat peut suspendre le chauffage ou la climatisation jusqu'à ce que le capteur soit réactivé par un occupant. Le capteur est également utilisé pour déterminer les schémas d'occupation afin de créer l'horaire automatique.
Une grille est placée devant le capteur pour le dissimuler. La grille contribue également à rendre le thermostat visuellement agréable. Cette technologie de capteur est importante pour économiser l'énergie, mais elle n'est pas sans défaut. L'un des principaux problèmes est que le capteur doit être activé par une personne marchant devant ou à proximité du thermostat. Il est possible qu'un occupant soit chez lui et ne passe pas devant le capteur. Dans ce cas, le thermostat peut couper le chauffage ou la climatisation et diminuer le confort de la pièce.

### Connexion Internet
Une autre caractéristique majeure des thermostats intelligents est leur capacité à se connecter à Internet. Les thermostats intelligents sont conçus avec une connexion Wi-Fi qui permet au thermostat de se connecter au réseau domestique ou de bureau de l'utilisateur et de s'interfacer avec un portail web ou une application pour téléphone intelligent, permettant aux utilisateurs de contrôler l'appareil à distance. La fonction Wi-Fi permet aussi d'envoyer des rapports sur la consommation d'énergie et les performances du système de chauffage, ventilation et climatisation via le portail web, informant l'utilisateur sur son efficacité énergétique. Un tel système permet aussi de comparer son efficacité énergétique avec les autres utilisateurs de thermostats intelligents. Elle avertit également les utilisateurs lorsqu'un problème survient avec leur système de chauffage, ventilation et climatisation ou lorsqu'il est temps de procéder à l'entretien de l'équipement. Le thermostat peut aussi utiliser la connexion Wi-Fi pour afficher les conditions météorologiques actuelles et les prévisions météorologiques.
Une autre caractéristique de certains thermostats intelligents via la connexion Internet est le géorepérage. Un géorepérage est une limite de périmètre créée autour de l'emplacement d'un téléphone intelligent ou d'un autre appareil, sur la base de signaux GPS. L'avantage d'avoir un thermostat intelligent avec des capacités de géorepérage est qu'il utilise l'emplacement du téléphone intelligent de l'utilisateur pour déterminer si la maison est occupée. Au lieu d'utiliser un calendrier ou un capteur pour déterminer l'occupation, le thermostat intelligent peut se fier au géorepérage pour indiquer au système de chauffage, de ventilation et de climatisation s'il doit être activé ou désactivé. Comme la plupart des gens emportent leur téléphone avec eux, le géorepérage peut être un moyen précis de déterminer les schémas d'occupation.

## Apprentissage des thermostats

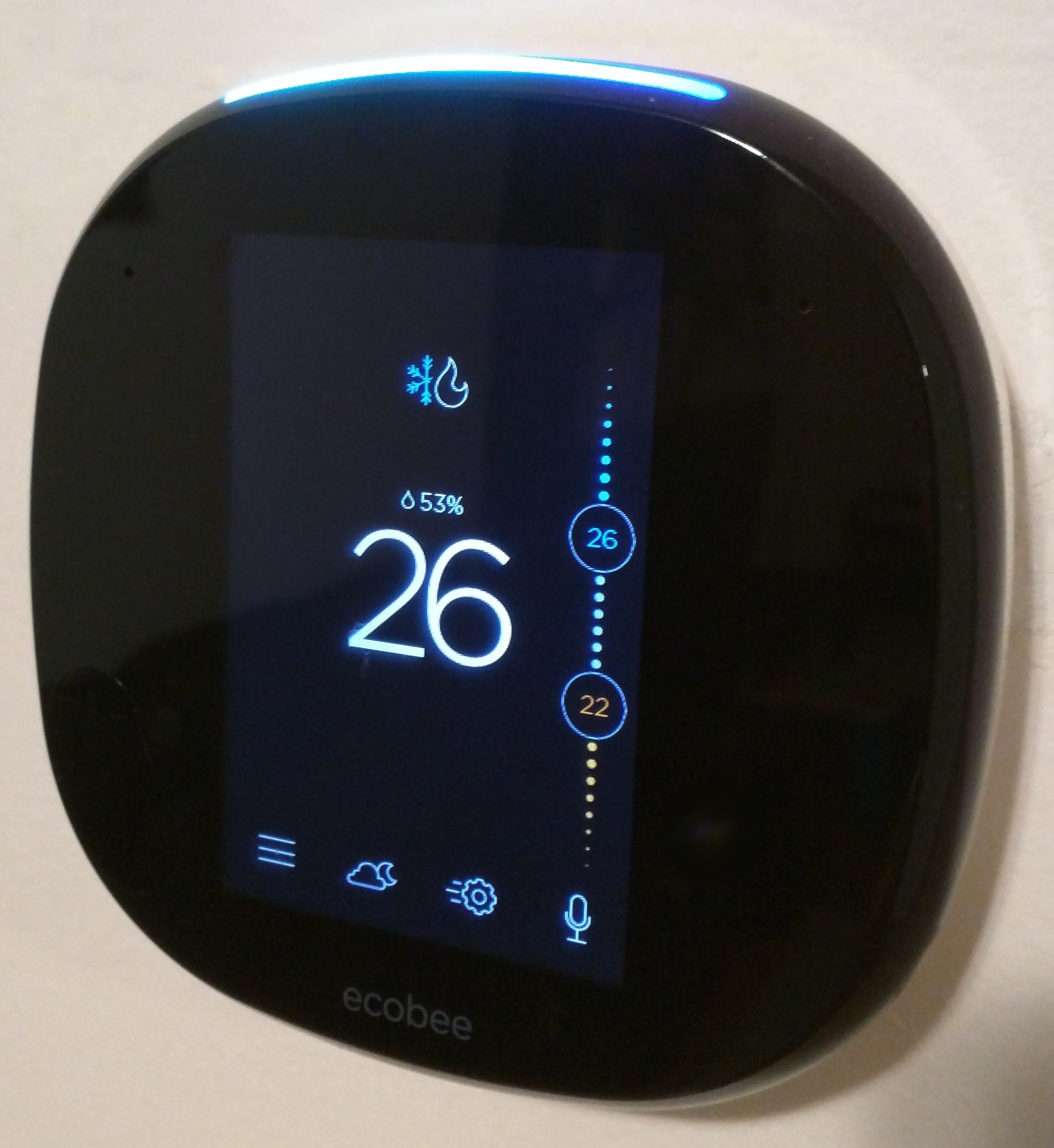
Le thermostat Ecobee 4

Certains thermostats intelligents, tels que le thermostat Nest (en), peuvent apprendre quand la maison est susceptible d'être occupée et quand elle est susceptible d'être vide. Cela permet de préchauffer ou de refroidir automatiquement la maison pour que la température soit confortable à l'arrivée d'un résident. Si les résidents ou les modes de vie changent, ces thermostats intelligents adaptent progressivement l'horaire, ce qui permet de maintenir les économies d'énergie et le confort.
L'apprentissage peut être basé sur des détecteurs de mouvement qui indiquent une présence dans la maison. Un thermostat intelligent qui utilise des détecteurs de mouvement est l'Ecobee4 (en).
Le géorepérage est aussi utilisé par le thermostat intelligent T6 de Honeywell.

## Systèmes zonés
Plutôt que de viser une température égale dans toute la maison, les systèmes zonés visent une température optimale pour chaque pièce. Cela permet d'accroître les économies d'énergie, par exemple en ne chauffant ou en ne refroidissant qu'un bureau à domicile et non les chambres et autres zones qui sont inutilisées pendant la journée.

## Études

### Études des fabricants de thermostats intelligents
Des études effectuées par des fabricants de thermostats intelligents montrent que ces thermostats permettent des économies d'énergie allant de 10 à 23 %,,.

## Améliorations

### Détecteurs de mouvement
Un des problèmes liés à l'utilisation d'un thermostat intelligent est le manque de fiabilité du détecteur de mouvement. Une des principales caractéristiques du thermostat intelligent est sa capacité à modifier la température lorsque le capteur du thermostat ne détecte pas d'occupant dans la maison. Le seul capteur utilisé est celui du thermostat. Cela signifie que si la maison est occupée, mais que personne ne passe pas devant le thermostat, celui-ci pensera que la maison est inoccupée et abaissera la température, ce qui entraînera un inconfort pour l'occupant.
Une étude a tenté de résoudre ce problème en ajoutant des détecteurs supplémentaires dans toute la maison. Au lieu d'utiliser un seul détecteur dans le thermostat, cette étude a expérimenté le placement de détecteurs de mouvement et de senseurs sur les portes dans toute la maison afin de mieux comprendre les habitudes de sommeil et d'occupation des résidents. Ces détecteurs communiquaient entre eux et utilisaient un algorithme pour déterminer rapidement si les occupants étaient actifs, s'ils dormaient ou s'ils étaient absents. Le système a utilisé des données historiques pour estimer le moment où les occupants allaient revenir et commencer à préchauffer la maison avant leur arrivée. De plus, le système s'éloignait du point de consigne lorsqu'il était certain que personne n'était à la maison. L'étude a comparé un thermostat intelligent standard ("réactif") et le système à détecteurs multiples à un thermostat manuel. L'étude a conclu qu'un thermostat intelligent avec détecteur intégré permet d'économiser en moyenne 6,8 % de la consommation d'énergie, tandis que le système à détecteurs multiples permet d'économiser en moyenne 28 % de la consommation d'énergie. Cette étude montre à nouveau qu'en moyenne, les thermostats intelligents atteignent leur objectif d'économie d'énergie. Elle montre également que les thermostats intelligents ne sont pas aussi intelligents qu'ils pourraient l'être, et que l'ajout de capteurs additionnels se traduirait par une meilleure performance et des économies d'énergie.

### Interface utilisateur
Un des problèmes des thermostats programmables que les thermostats intelligents tentent de résoudre est la complexité de l'interface utilisateur. De nombreux propriétaires de thermostats programmables ont trouvé les commandes et les instructions trop complexes et ont choisi de ne pas utiliser la fonction de programmation. D'autres qui l'ont utilisée l'ont utilisée de manière incorrecte, en raison des indications complexes, et ont constaté une augmentation de la consommation d'énergie.
Les concepteurs de thermostats intelligents ont tenté de résoudre ce problème en créant des thermostats simples à utiliser et en fournissant des formations appropriées. Bien qu'il s'agisse d'une amélioration par rapport aux thermostats programmables, des études ont montré que les utilisateurs souhaitent une plus grande formation de la part de l'installateur du thermostat sur la manière de l'utiliser.
De nombreux thermostats intelligents utilisent un portail web où les utilisateurs peuvent ajuster les paramètres du thermostat et consulter leur historique de consommation d'énergie. Là encore, des études ont montré que les utilisateurs souhaitent que cette fonctionnalité soit améliorée. Certains se plaignent que le portail web n'est pas convivial et ils souhaitent davantage de formation sur l'utilisation des fonctionnalités web lors de l'installation.

### Sécurité sur Internet
Des chercheurs de l'université du centre de la Floride ont démontré que des pirates informatiques pouvaient utiliser le thermostat Nest comme point d'entrée dans une maison. Une fois le thermostat connecté à Internet, les pirates pouvaient utiliser le thermostat pour contrôler le trafic du réseau local.
Le pirate pouvait également utiliser le thermostat comme un espion pour savoir si la maison était occupée. Les recherches ont montré que pour qu'un pirate informatique puisse prendre le contrôle du thermostat, il lui fallait obtenir un accès physique à l'appareil pour y télécharger le micrologiciel malveillant via un port USB. Cela réduit considérablement les chances que ce type d'attaque se produise, mais cela reste possible, par exemple si un thermostat usagé est acheté avec le micrologiciel déjà téléchargé. Le problème qui permet ce type d'attaque est lié au matériel du thermostat. Par conséquent, Nest ne peut pas réparer ce problème avec une simple mise à jour du logiciel. Il lui faut plutôt construire un nouveau thermostat qui puisse empêcher ce type d'attaque,.